# Набиев, Вакиль Гусейнович
Вакиль Гусейнович Набиев (род. 1 августа 1982, Ошская область, Киргизская ССР, СССР) — казахстанский политический и общественный деятель. Депутат Мажилиса Парламента Республики Казахстан VII созыва (2021—2023).

## Биография
Родился 1 августа 1982 году в селе Михайловка Ошской области Киргизской ССР.
В 1990 году с семьёй переехали в Казахстан (село Ащибулак, Илийский район, Алма-Атинская область). В 1990 году пошёл в среднюю школу № 19 Илийского района, в 1999 году окончил её.
В 2004 году окончил Казахский национальный педагогический университет им. Абая по специальности «Международное право», в 2010 году — экономический факультет в университете «Туран». В 2014 году с отличием окончил магистратуру в КазНПУ им. Абая по специальности «Культурология», тема магистерской диссертации: «Культура курдской диаспоры Казахстана». С 2017 года является докторантом КазНПУ им. Абая по специальности «Политология».
2005—2011 годы — заместитель директора ТОО «ABS Строй».
2011—2012 годы — главный специалист юрисконсультант отдела юридической службы Департамента казначейства по городу Алматы Комитета казначейства Министерства финансов Республики Казахстан.
2012—2014 годы — заместитель председателя РМО «Жарсым» при Ассамблее народа Казахстана
2014—2021 годы — вице-президент Ассоциации «Барбанг» курдов Казахстана.
2018—2021 годы — председатель этно-культурного центра Ассоциации «Барбанг» курдов города Алматы.
С 15 января 2021 года по 19 января 2023 года — депутат мажилиса парламента Республики Казахстан VII созыва от Ассамблеи народа Казахстана, член комитета по законодательству и судебно-правовой реформе мажилиса.

## Награды
- 2016 — Медаль «25 лет независимости Республики Казахстан»
- 2016 — Золотая медаль «Бірлік» Ассамблеи народа Казахстана
- 2016 — Медаль «20 лет Ассамблеи народа Казахстана»
- 2019 — Почётный гражданин Илийского района
- 2020 — Медаль «25 лет Ассамблеи народа Казахстана»
- 2021 — Медаль «30 лет независимости Республики Казахстан»
- 2022 — Медаль «За трудовое отличие»